# هاچیمانیاما، توکیو
هاچیمان یاما، توکیو (به ژاپنی: 八幡山 Hachimanyama)، یکی از بخش‌های ستاگایا-کو، توکیو در ژاپن است.